# Øyvind Berntsen
Øyvind Berntsen (* 25. November 1962) ist ein norwegischer Badmintonspieler. 

## Karriere
Øyvind Berntsen gewann nach fünf Siegen bei den Nachwuchsmeisterschaften in Norwegen 1984 seinen ersten nationalen Titel bei den norwegischen Meisterschaften der Erwachsenen. Vier weitere Titelgewinne folgten bis 1988. 1983, 1989 und 1991 nahm er an den Badminton-Weltmeisterschaften teil.

## Sportliche Erfolge
| Saison | Veranstaltung                                | Disziplin    | Platz | Name                              |
| ------ | -------------------------------------------- | ------------ | ----- | --------------------------------- |
| 1979   | Norwegische Meisterschaft U16                | Herreneinzel | 1     | Øyvind Berntsen, Kristiansand BK  |
| 1980   | Norwegen: Einzelmeisterschaften der Junioren | Herreneinzel | 1     | Øyvind Berntsen                   |
| 1980   | Norwegen: Einzelmeisterschaften der Junioren | Herrendoppel | 1     | Øyvind Berntsen / Geir Storvik    |
| 1981   | Norwegen: Einzelmeisterschaften der Junioren | Herreneinzel | 1     | Øyvind Berntsen                   |
| 1981   | Norwegen: Einzelmeisterschaften der Junioren | Herrendoppel | 1     | Øyvind Berntsen / Roar Kaupang    |
| 1983   | Weltmeisterschaft                            | Herrendoppel | 17    | Tomm Eriksen / Øyvind Berntsen    |
| 1984   | Norwegen: Einzelmeisterschaften              | Herrendoppel | 1     | Øyvind Berntsen / Espen Larsen    |
| 1985   | Norwegen: Einzelmeisterschaften              | Herreneinzel | 1     | Øyvind Berntsen                   |
| 1985   | Norwegen: Einzelmeisterschaften              | Herrendoppel | 1     | Øyvind Berntsen / Roar Kaupang    |
| 1987   | Norwegen: Einzelmeisterschaften              | Herrendoppel | 1     | Øyvind Berntsen / Roar Kaupang    |
| 1988   | Norwegen: Einzelmeisterschaften              | Herrendoppel | 1     | Øyvind Berntsen / Thore Næss      |
| 1991   | Weltmeisterschaft                            | Herrendoppel | 33    | Øyvind Berntsen / Trond Wåland    |
| 2010   | Senioren-Europameisterschaft 45+             | Mixed        | 2     | Øyvind Berntsen / Hanne Bertelsen |
| 2010   | Senioren-Europameisterschaft 45+             | Herreneinzel | 2     | Øyvind Berntsen                   |